# Lumpo
Lumpo is een bestuurslaag in het regentschap Zuid-Pesisir van de provincie West-Sumatra, Indonesië. Lumpo telt 9365 inwoners (volkstelling 2010).